# NGC 3336
NGC 3336 ist eine Balken-Spiralgalaxie vom Hubble-Typ SBc im Sternbild Hydra südlich des Himmelsäquators. Sie ist schätzungsweise 170 Millionen Lichtjahre von der Milchstraße entfernt und hat einen Durchmesser von etwa 100.000 Lj.

Im selben Himmelsareal befinden sich die Galaxien NGC 3312, NGC 3314, NGC 3316, IC 2597.
Die Supernova SN 1984S wurde hier beobachtet.
Das Objekt wurde am 24. März 1835 vom deutsch-britischen Astronomen John Herschel entdeckt.